# Tingupa eldorado
Tingupa eldorado är en mångfotingart som beskrevs av Shear 1981. Tingupa eldorado ingår i släktet Tingupa och familjen Tingupidae. Inga underarter finns listade i Catalogue of Life.